# Jan Zachariasiewicz

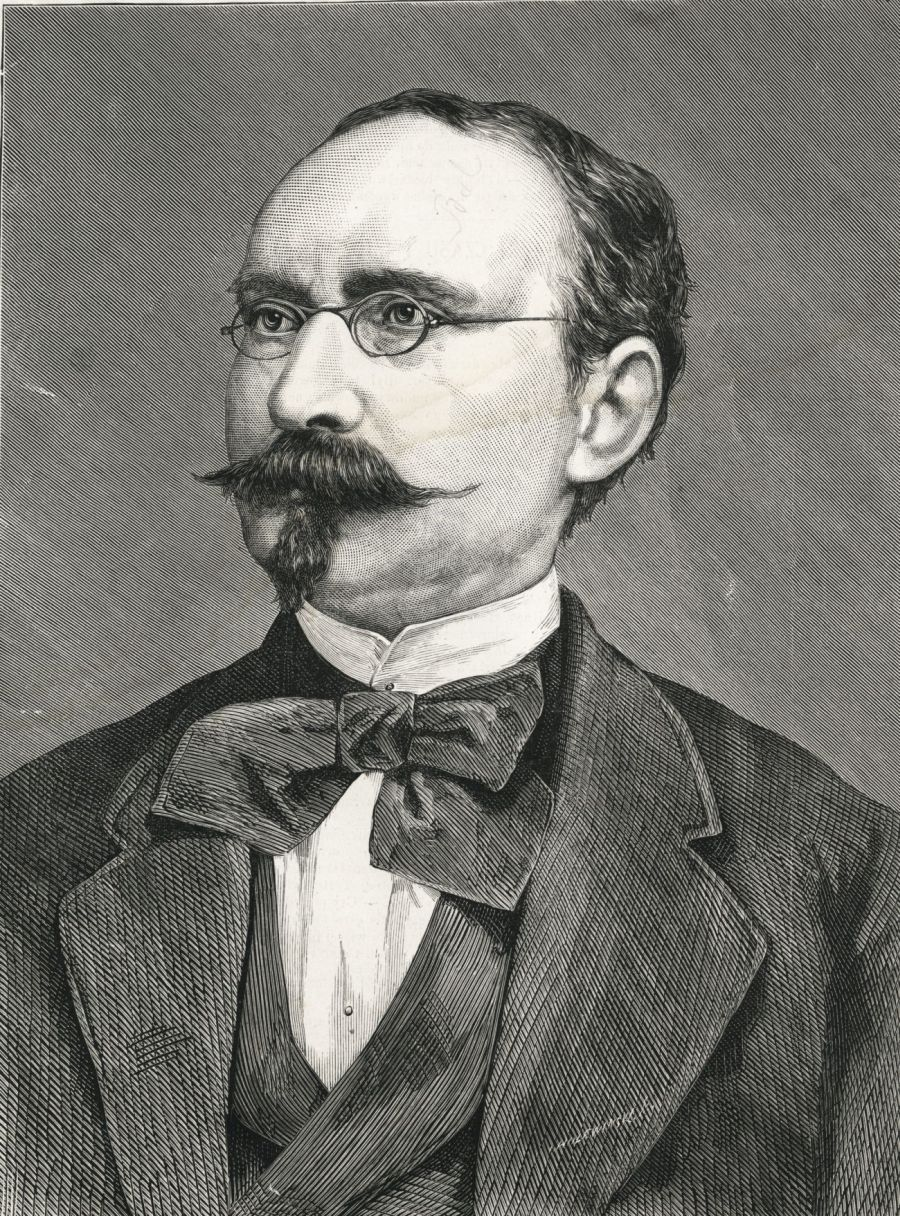
Jan Zachariasiewicz.

Jan Chryzostom Zachariasiewicz, född den 11 september 1825 i Kadymno i östra Galizien, död den 7 maj 1906, var en polsk publicist och författare.
Zachariasiewicz blev som 15-åring i Przemysl fängslad av österrikiska polisen som medlem av en hemlig politisk gymnasistförening och satt ett par år som fånge på Spielberg. Han bosatte sig sedan i Lemberg, deltog verksamt i den demokratiska rörelsen 1848 och redigerade ett par oppositionella tidningar, bland andra "Tygodnik Polski", som indrogs 1849, varvid han som dess redaktör dömdes till tvåårigt fängelsestraff. 
Han utgav sedan under 10 år den vitt spridda "Dziennik literacki", följd 1860 av "Kolko rodzinne". I dessa publicerade han, utom en rad politiska artiklar, ett stort antal ur litterär synpunkt tämligen svaga noveller och romaner, av vilka flertalet satiriskt och ironiskt behandlar olika sidor av Galiziens liv under österrikiskt välde. 
Så skildrar han i Czerwona czapka (Röda mössan) den österrikiska ämbetsmannaklassen, i Tajny fundusz (Hemliga fonden) spioneri- och polisväsendet; i Sąsiedzi (Grannarna) och Marcyjan Kordysz ironiserar han över adelns fåfänga och jakt efter hedersposter, i Wybór posła (Deputeradevalet) satiriserar han över de galiziska deputeradenas oduglighet och egoism; i Święty Jur (Helige Georgs dag) behandlar han de rutensk-polsk-ryska förhållandena och hävdar den polsk-rutenska samhörigheten. 
En av hans erkänt bästa romaner är Na kresach (Vid gränsen, 1860), som skildrar germaniseringens snabba framsteg i strid med panslavism; åt samma tema är ägnad Chleb (Brödet, 1895), hans populäraste arbete. Även i Warschautidskrifterna medarbetade han med en del smärre noveller - hans stora romaner var portförbjudna i det ryska Polen.